# Marzenie Celta
Marzenie Celta (hiszp. El sueño del celta) – powieść współczesnego peruwiańskiego pisarza Maria Vargasa Llosy. Została wydana 24 listopada 2010 przez wydawnictwo Alfaguara. Polski przekład ukazał się w 2011 wydany przez wydawnictwo Znak w tłumaczeniu Marzeny Chrobak. 
Książka jest biografią brytyjskiego dyplomaty, irlandzkiego rewolucjonisty i poety Rogera Casementa (1864–1916), który na polecenie brytyjskiego rządu badał belgijskie okrucieństwa w Wolnym Państwie Kongo oraz brał udział w pracach komisji badającej działalność w Peru koncernu Peruvian Amazon Company.